# Ірландське бажання
«Ірландське бажання» (англ. Irish Wish) — американська фентезійна романтична комедія 2024 року, знята режисеркою Джанін Даміан за сценарієм Кірстен Хансен. Це другий поспіль проєкт Netflix із режисеркою та її чоловіком Майклом Даміаном, який разом із Бредом Кревоєм стали продюсерами. У фільмі знялися актори Ліндсі Лохан, Ед Спелірс, Александр Влагос, Айша Каррі, Елізабет Тан і Джейн Сеймур.

## Сюжет
Редакторка Медді (Ліндсі Лохан) з Нью-Йорка закохана в ірландського письменника Пола, але боїться йому про це сказати. Тим часом Пол закохується в найкращу подругу Медді, і вони запрошують її на своє весілля в Ірландію. Медді їде зі змішаними почуттями. І загадує бажання, щоб одружитися зі своїм справжнім коханням. Це виявляється не Пол.

## У ролях
| Актор            | Роль                           |
| ---------------- | ------------------------------ |
| Ліндсі Лохан     | Медді (Медлін) Келлі           |
| Ед Спелірс       | Джеймс Томас                   |
| Александр Влагос | Пол Кеннеді                    |
| Айша Каррі       | Гізер                          |
| Елізабет Тан     | Емма Тейлор                    |
| Джасінта Малкехі | Олівія Кеннеді                 |
| Джейн Сеймур     | Розмарі Келлі                  |
| Метті Маккейб    | Корі Кеннеді                   |
| Доун Бредфілд    | Свята Бригіта                  |
| Моріс Берн       | Шон Кеннеді                    |
| Джеймс Ротгер    | Том О'Каллаген                 |
| Ейдан Джордан    | отець Каллахан                 |
| Дакота Лохан     | Фінн                           |
| Тім Лендерс      | Мерфі                          |
| Рейчел Бенаісса  | Аллегра                        |
| Родріго Тернєвой | книгарник                      |
| Стів Гартленд    | Ліам                           |
| Карл Шаабан      | Джей                           |
| Вінсент Моран    | водій автобуса                 |
| Чарлі Г'юз       | працівник імміграційної служби |

## Український Дубляж
- Студія: Так Треба Продакшн
- Режисер дубляжу: Галина Желізняк
- Перекладач: Катерина Устинова
- Спеціаліст зі зведення звуку: Дмитро Скриль
- Менеджер проекту: Сергій Ваніфатьєв

Ролі дублювали:
- Медді — Юлія Малахова
- Пол — Олександр Погребняк
- Джеймс — Денис Жупник
- Емма — Тетяна Руда

Додатковий акторський склад: Кирило Татарченко, Наталія Задніпровська, Олександр Шевчук, Євген Пашин, Олег Грищенко, Людмила Чиншева

## Виробництво
Про зйомки фільму було оголошено у вересні 2022 року, того ж місяця розпочато виробництво в Ірландії.

### Український дубляж
Український дубляж для Netflix виконала студія «Так Треба Продакшн», режисерка дубляжу Галина Желізняк, перекладачка Катерина Устинова, спеціаліст зі зведення звуку Дмитро Скриль, менеджер проєкту Сергій Ваніфітьєв. Акторський склад: Юлія Малахова (Медді Келлі), Олександр Погребняк (Пол Кеннеді), Денис Жупник (Джеймс Томас), Тетяна Руда (Емма Тейлор), Кирило Татарченко, Наталія Задніпровська, Олександр Шевчук, Євген Пашин, Олена Грищенко, Людмила Чиншева.

## Прем'єра
Фільм вийшов на екрани 15 березня 2024 року та дебютував під номером один у списку найпопулярніших фільмів Netflix наступного дня після виходу. «Ірландське бажання» також з'явився в обмеженому кінопрокаті із кількома сеансами в Bay Theatre у Лос-Анджелесі, які почалися того самого дня, коли він став доступним для онлайн-перегляду.

## Оцінки критиків
За даними Rotten Tomatoes, 41% зі 63 критиків позитивно оцінили фільм, надавши йому середню оцінку 4,3 бала з 10. На платформі Metacritic фільм отримав середній бал 46 зі 100 на основі відгуків 17 кінокритиків, що відповідає категорії «змішані або середні».
Фільм отримав змішані відгуки від критиків, які, проте, похвалили гру Лохан і зі Спелірсом. The Guardian вважає фільм доволі прохідним, але зазначає харизму Ліндсі Логан і бажає їй кращих сценаріїв. Variety пише, що між акторами є хімія і вона частково рятує відверто слабкий фільм, який, утім, можна один раз і подивитися.